# The New Adventures of Robin Hood
The New Adventures of Robin Hood is een Frans-Amerikaanse televisieserie, die werd vertoond tussen 13 januari 1997 en 13 december 1998. De serie werd grotendeels opgenomen in Litouwen waar het financieel gunstig draaien was. De serie werd geproduceerd door Dune Productions, M6 en Warner Bros Inc. en uitgezonden door Turner Network Television.

## Inhoud
De serie, gebaseerd op de Robin Hood-legende, liftte mee op het succes van de series als Xena: Warrior Princess en Hercules: The Legendery Journeys, en geeft het verhaal van de legende meer een fantasiesfeer mee dan realisme. Zo vecht Robin in de serie vaker met een zwaard dan met zijn bekende pijl-en-boog, en komen er zaken als tovenarij in de serie voor. Verder speelt Lady Marion een actievere rol in de serie dan in de meeste andere Robin Hood-producties.

## Rolverdeling
- Matthew Porretta (Seizoen 1-2) en John Bradley (3-4) - Robin Hood
- Anna Galvin (seizoen 1) en Barbara Griffin (2-4) - Marion Fitzwalter
- Richard Ashton - Little John
- Martyn Ellis - Friar Tuck
- Andrew Bicknell - Prins John
- In the episode ‘The Legion’ Dutch model Peter Jak has the role of Alexander the Great